# Peter I van La Marche
Peter I van La Marche (circa 1342 - Lyon, april 1362) was in april 1362 enkele dagen graaf van La Marche. Hij behoorde tot het huis Bourbon.

## Levensloop
Peter was de oudste zoon van graaf Jacob I van La Marche en Johanna van Châtillon.
Hij begeleidde zijn vader bij diens gevechten in de Honderdjarige Oorlog. Zo vocht hij op 6 april 1362 aan de zijde van zijn vader in de Slag bij Brignais. Vader en zoon raakten bij de veldslag dodelijk gewond. Jacob bezweek dezelfde dag nog aan zijn verwondingen, waardoor Peter graaf van La Marche werd. Peter overleefde zijn vader slechts enkele dagen. 
Omdat hij ongehuwd en kinderloos gebleven was, werd hij als graaf van La Marche opgevolgd door zijn jongere broer Jan I.